# Stade de l'Argenté
Le stade de l'Argenté est le stade de football de la ville de Mont-de-Marsan, où évolue le Stade montois football.

## Présentation
Le stade de l'Argenté est situé 591 avenue de Nonères, au nord du centre-ville de Mont-de-Marsan, dans le quartier de Nonères, où le toponyme Largenté figure sur le cadastre napoléonien de 1811. Il est aménagé sur une partie de terrain qui appartenait à M. Albert Cutler. Une rue adjacente porte désormais le nom de Albert Cutler.

### Histoire
Le stade est inauguré le 30 octobre 1910 à l'occasion d'un match entre l’Étoile montoise et la Société nautique de Bayonne. Une centaine de spectateurs assistent à la victoire des Montois sur le score de 5 à 4.
Néanmoins, de premières rencontres sportives ont déjà été disputées auparavant, notamment le premier match à domicile de l'histoire du club de football-rugby du Stade montois, affrontant les Zéphyrs le 29 novembre 1908 sur le terrain de l'Argenté.
Avant la construction du stade, le terrain était un champ situé entre une usine à gaz et la route de l’hippodrome des Grands Pins, appartenant à l’entraîneur de l’Étoile montoise, Mr Albert Cutler.  En 1912 est inauguré l'hôpital Sainte-Anne, face au stade.
Dès 1920, le stade est équipé de tribunes couvertes. Le 26 février 1925, l'avion de Roger Ronserail s'écrase sur le terrain du stade, entraînant le décès du pilote et constituant le premier accident mortel de l'aviation montoise.

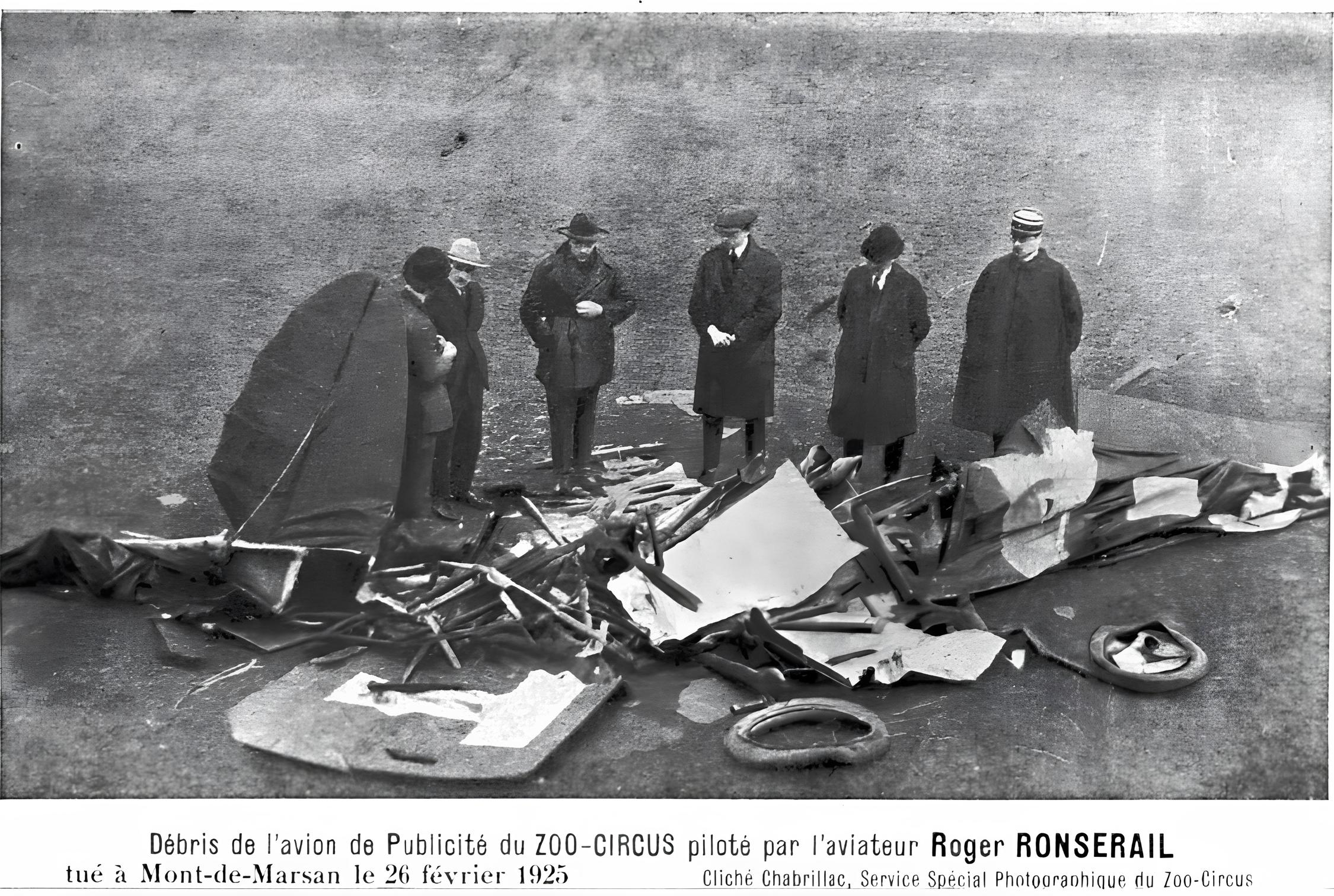
Débris de l'avion de publicité du Zoo-Circus piloté par Roger Ronserail, tué à Mont-de-Marsan le 26 février 1925

Au début de l'Occupation de la ville le 27 juin 1940, le stade est réquisitionné par les Allemands. Il fait l'objet d'une rénovation en 1941. La libération de Mont-de-Marsan se produit le 21 août 1944 avec la bataille du pont de Bats.
Après-guerre, une nouvelle tribune côté salle de sport est inaugurée en 1977, alors que l'éclairage est en fonction depuis la saison 1981.

## Structures et équipements
Le stade comporte deux tribunes latérales, entourant une pelouse naturelle.

### Terrain René-Batby
Un terrain synthétique portant le nom de l'emblématique ancien président du club est inauguré en 2011.

### Autres usages
Le terrain a accueilli des compétitions de gymnastique dans les années 1930.